# حجل سي سي

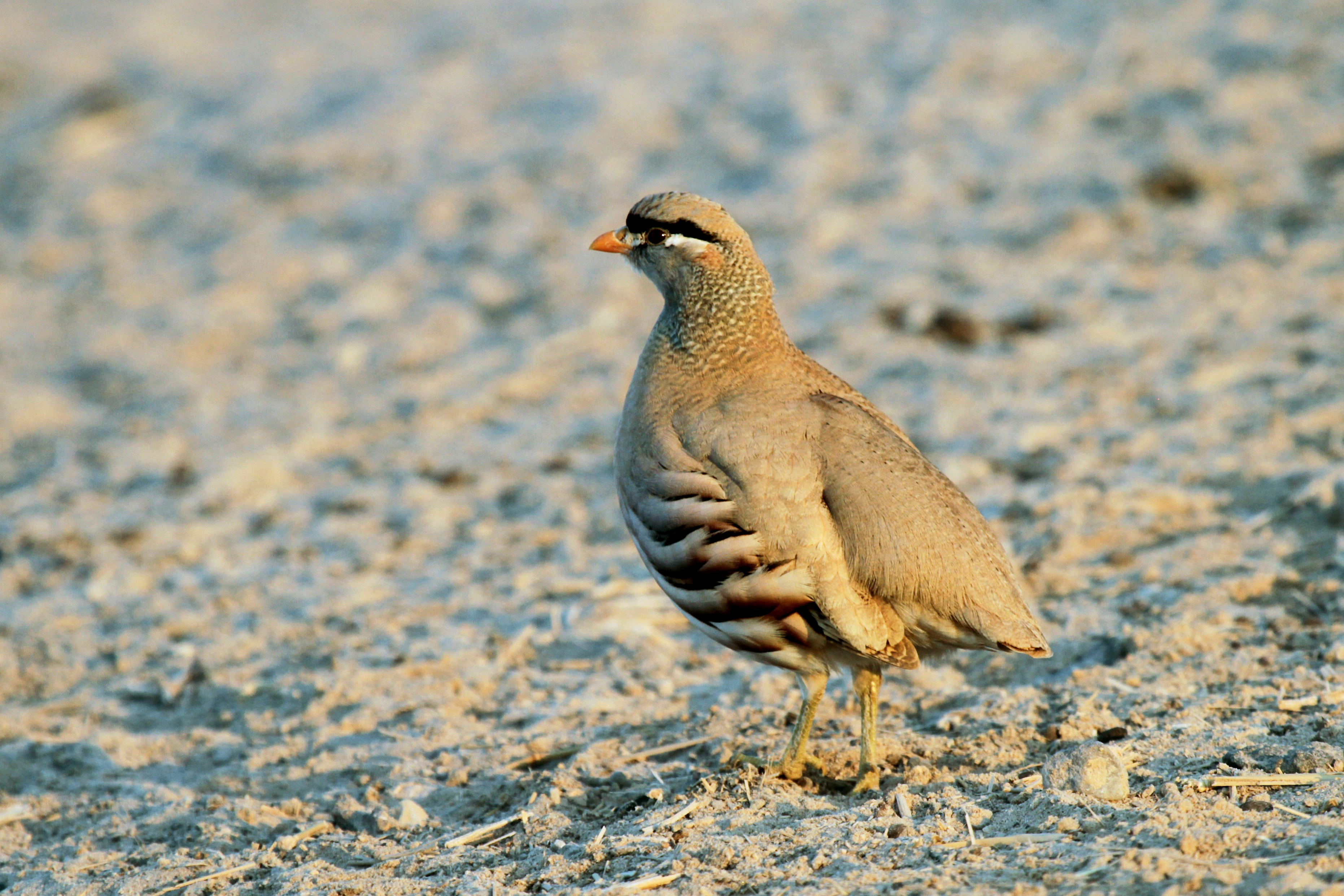
الصفرد

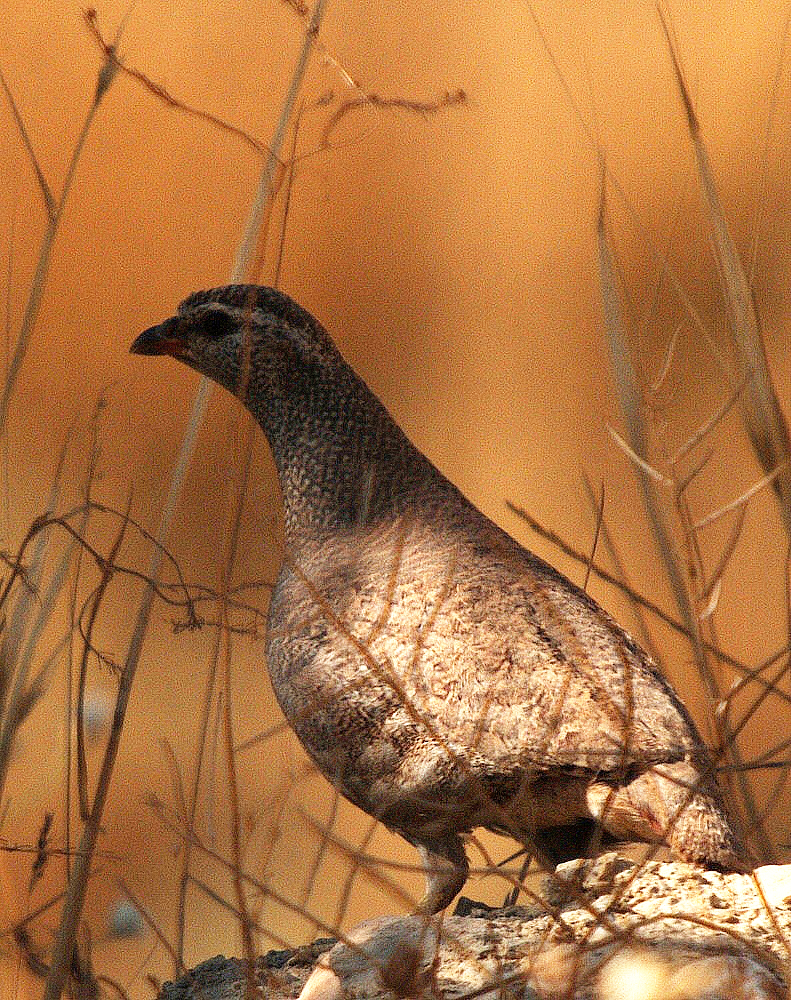
حجل سي سي

حجل سي سي (الاسم العلمي: Ammoperdix griseogularis) هو نوع من الطيور يتبع الفصيلة التدرجية ورتبة الدجاجيات.
طائر بري مهاجر شتوي وربيعي ومقيم معشش، مناطق عيش الصفرد الطبيعية هي جنوب شرق تركيا وسوريا والعراق شرقاً إلى إيران وباكستان. ويرتبط ارتباطاً وثيقاً بنظيراته في مصر والجزيرة العربية كالحجل الرملي.

## الميزات
يتميز بأنه كبير الحجم نسبياً، يراوح طول هذا الطائر من 22 إلى 25 سم تقريباً، ويتميز بأنه سريع الحركة لا يمكن اداركه، السطح الظهري للطائر مغطي بريش بني مع وجود أشرطة من مزيج من الألوان وهي الأصفر الفاتح والكستنائي والبني الغامق مضيفاً جمالاً على هذا الطائر الجميل أصلاً، الزور يميل إلى الاصفرار، طيرانه ذو طنين يكشف عن وجوده.
ودائماً ما يخلط بينه وبين الحجل التهامي: Ammoperdix Heyi

## التغذية
يتغذى على الحيوانات والنباتات والحبوب والحشرات الصغيرة المختلفة.

## اقرأ أيضا
- تطور الطيور